# Universidad Nacional de Avellaneda
La Universidad Nacional de Avellaneda (UNDAV) es una universidad pública argentina ubicada en la ciudad de Avellaneda, Buenos Aires. Fue creada por ley N.º 26.543 sancionada el 11 de noviembre de 2009 y promulgada de hecho el 3 de diciembre de 2009. El 18 de junio de 2010 fue designado Jorge Calzoni como Rector Organizador y en 2011 tuvo lugar el primer ciclo lectivo de la institución. Ubicada en la zona sur del Gran Buenos Aires, su área de influencia se extiende a los vecinos partidos de Quilmes y Lanús.

## Carreras

### Departamento de Ciencias Sociales
- Abogacía
- Economía
- Tecnicatura en Gestión Universitaria

### Departamento de Salud y Actividad Física
- Licenciatura en Enfermería
- Licenciatura en Actividad Física y Deporte
- Tecnicatura Universitaria en Prótesis Dental

### Departamento de Tecnología y Administración
- Ingeniería en Informática
- Ingeniería de Materiales
- Licenciatura en Gerencia de Empresas
- Licenciatura en Desarrollo de Recursos Energéticos
- Tecnicatura en Mantenimiento Industrial del Sector Automotriz
- Tecnicatura en Seguridad e Higiene de la Industria Mecánico-Automotriz

### Departamento de Cultura, Arte y Comunicación
- Licenciatura en Artes Audiovisual
- Licenciatura en Gestión Cultural
- Licenciatura en Periodismo
- Tecnicatura en Política, Gestión y Comunicación
- Tecnicatura en Dirección de Orquestas y Coros Infantiles y Juveniles

### Departamento de Arquitectura, Diseño y Urbanismo
- Arquitectura
- Licenciatura en Diseño Industrial
- Tecnicatura Universitaria en Diseño de Marcas y Envases
- Tecnicatura en Intervención Socio Comunitaria

### Departamento de Ambiente y Turismo
- Licenciatura en Turismo
- Licenciatura en Ciencias ambientales
- Tecnicatura Universitaria en Conservación de la Naturaleza y Áreas Naturales Protegidas
- Guía universitario en Turismo

### Ciclos de Complementación Curricular
- Licenciatura en Actividad Física y Deporte
- Licenciatura en Higiene y Seguridad en el Trabajo
- Licenciatura en Gestión Cultural
- Licenciatura en Periodismo
- Licenciatura en Historia
- Licenciatura en Museología y Repositorios Culturales y Naturales
- Licenciatura en Comunicación Política
- Licenciatura en Diseño Industrial

### Posgrado
- Maestría en Gestión de Servicios TIC
- Maestría en Enfermería
- Maestría en Educación Física y Deporte
- Maestría en Estéticas Contemporáneas Latinoamericanas
- Maestría en Desarrollo Territorial y Urbano
- Especialización en Comunicación y Derechos Humanos
- Especialización en Desarrollo de Industrias 4.0
- Especialización en Educación e Inclusión Social de Jóvenes
- Especialización en Envejecimiento Activo y Saludable de las Personas Mayores
- Especialización en Estructura Económica de Argentina
- Especialización en Gestión del Desarrollo Territorial y Urbano
- Especialización en Manejo Ambiental del Territorio

## Sedes
La Universidad posee 5 sedes:
- Sede «España», Rectorado: España 350 esq. Colón, Avellaneda.
- Sede «Piñeiro», Principal: Mario Bravo 1460 esq. Isleta, Piñeyro.
- Sede «Arenales»: Arenales 320, Avellaneda
- Sede «12 de Octubre»: 12 de Octubre 463, Dock Sud.
- Sede «Constitución»: Constitución 627, Avellaneda

## Escuela Secundaria Técnica
La Escuela Secundaria Técnica tiene una orientación técnica y otorga los títulos de Maestro Mayor de Obra y Técnico en tecnología de alimentos, con una duración de tres años de Ciclo Básico más cuatro años del Ciclo Orientado. Las cursadas son de jornada extendida (mañana y tarde) y el edificio cuenta con un comedor para los estudiantes.
La Escuela se encuentra ubicada en la intersección de las calles Av. Ramón Franco y Raquel Español, en Wilde, Avellaneda. Posee 4 aulas de 50 m² con una capacidad de 45 alumnos para cada una, un área de talleres de 200 m², sanitarios, una sala de profesores, un depósito y un patio cubierto de 195 m², con una cantidad total aproximada de 800 m².
En tanto, el proyecto general prevé la construcción de 18 aulas, un laboratorio de química, un laboratorio de física, una sala audiovisual, dos aulas talleres y una biblioteca; con una cantidad aproximada de 5850.00 m² cubiertos y 850.00 m² descubiertos.

## Radio UNDAV
El 7 de mayo de 2012, la Universidad Nacional de Avellaneda inauguró oficialmente su radio, con la presencia del Rector, Ing. Jorge Calzoni; el Jefe Municipal de Avellaneda, Ing. Jorge Ferraresi; la Vicerrectora, Mg. Nancy Ganz; y el periodista y director de la radio, Mario Giorgi. La radio funciona en la sede Universitaria de España 350, Avellaneda.
Radio UNDAV se emite por la frecuencia 90.3 MHz asignada por la Autoridad Federal de Servicios de Comunicación Audiovisual, en el marco de lo dispuesto por la Ley de Servicios Audiovisuales y puede escucharse también por internet. Dentro de su programación cuenta con contenidos elaborados por los responsables de las actividades académicas, de investigación y extensión, a los que se agregan espacios cedidos a los sindicatos que representan a docentes y trabajadores, alumnos, graduados y a todas las áreas que integran la UNDAV.

## Periódico "Con Información"
El periódico institucional «Con» refleja los aspectos más salientes del acontecer universitario y en él convergen los diferentes actores de la comunidad de la casa de estudio. El periódico contiene notas que abordan temáticas que hacen a la cultura, el deporte, los DDHH, la ciencia, los medios de comunicación, la investigación, la actualidad, la educación, la solidaridad y, por supuesto, lo relativo al ámbito netamente institucional.
La publicación de la Dirección de Prensa, que desde mayo de 2016 cuenta con una versión en línea para que sus lectores puedan acceder con mayor facilidad a todas las noticias desde cualquier dispositivo digital, se conecta con la comunidad de Avellaneda a través de distintos puntos de distribución en los cuales los vecinos pueden retirar su ejemplar en forma gratuita. A ellos se sumarán mes a mes nuevos espacios de encuentro entre el periódico de la Universidad y sus lectores, a saber: centros e institutos culturales, sociedades de fomento, entidades deportivas y recreativas, etc. 

## UNDAV Ediciones
UNDAV Ediciones se propone contribuir a la difusión del conocimiento generado a partir del desarrollo científico, académico y creativo de la comunidad universitaria, en el campo de la tecnología, el medio ambiente, la producción y el trabajo, el deporte, las artes y las letras, dando particular relevancia a las derivadas del vínculo con el territorio y la comunidad de la que hace parte. Propiciará una plena y constante interrelación de la universidad con el medio. El intento de capturar la actividad creadora de las mujeres y de los hombres –que ninguna teoría puede definir ni moldear definitivamente– buscará aquí armonizarse con el pensamiento siempre vigente de los clásicos, fuente inagotable de reflexión crítica.  
UNDAV Ediciones busca ser un espacio activo de vinculación, de suerte que obras de autores regionales, nacionales e internacionales ingresen al mercado editorial y sean reconocidas por su valor cultural, social y/o científico tecnológico.

## Centro Universitario de las Industrias Culturales Argentinas (CUICA)
Es un organismo que forma parte de la Universidad. Comenzó a funcionar en el año 2015 con el objetivo general de aportar al rol de actor social activo que la Universidad desarrolla dentro del ecosistema cultural. Específicamente, se ocupa de promover el estudio sobre las industrias culturales, entre las que se encuentran la televisión, el cine, la música, los libros, el diseño, los videojuegos, las artes escénicas, y las artes plásticas, entre las más importantes. Ya sea a través de cursos, diplomaturas, seminarios, entrevistas, exposiciones, talleres, rondas de vínculos o relevamiento de espacios culturales, el CUICA se propone brindar nuevas formas de pensar las industrias culturales, discutiendo los parámetros que rigen la actividad de las grandes empresas del sector, y favoreciendo una mirada que entiende a la cultura y a la diversidad cultural como un derecho esencial de las personas.

## Federación de Estudiantes
La Federación de Estudiantes de la Universidad Nacional de Avellaneda (FUNDAV), fue fundada el 6 de mayo de 2017. Agrupa los centros de estudiantes de los seis departamentos de la Universidad, que en 2018 contabilizaban algo más de 18.000 estudiantes. Es miembro de la Federación Universitaria Argentina. Actualmente es conducida por la agrupación «Unidos x la UNDAV», afín al Kirchnerismo. Su presidente es Diego Arellano y la vicepresidenta Luciana Gómez.